# Berry Bickle
Berry Bickle (ur. 1959 w Bulawayo) – artystka pochodząca z Zimbabwe, obecnie mieszkająca w Maputo.

## Życiorys
Urodzona w Bulawayo, Bickle uczęszczała do Chisipite Senior School w Harare. Później uczęszczała do Durban Institute of Technology, gdzie uzyskała krajowy dyplom ze sztuk pięknych, uczęszczała również na Uniwersytet Rodos w RPA, gdzie uzyskała tytuł magistra sztuk pięknych. Bickle była członkiem założycielem Stowarzyszenia Artystów Plastyków Bulawayo.
Dzieli swój czas między Zimbabwe i Mozambikiem, a jej praca dotyczy historii kolonializmu w danym regionie. W 1988 ona i Tapfuma Gutsa zorganizowały warsztaty Pachipamwe, pierwsze warsztaty Triangle Art Trust zorganizowane w Afryce. W 2010 roku została Stypendystką ds. Sztuk kreatywnych  Rockefeller Foundation i pracuje w Rockefeller Foundation Bellagio Center nad serialem Suite Europa.

## Praca
Berry Bickle to artystka multimedialna, która zajmuje się instalacjami, wideo, fotografią i ceramiką. Jej prace to głównie instalacje i prace mieszane, które zawierają scenariusz; niektóre obejmują wideo i fotografię. Bickle ściśle współpracowała z ceramiczką z Zimbabwe, Marjorie Wallace. Współpracowała z peruwiańskim artystą Adrianem Velasquezem. Wystawa i publikacja Inscribing Meaning: Writing and Graphic Systems in African Art podkreślają obecność tekstów w twórczości Bickle'a oraz wagę aktu pisania i zbierania słów; w tym kadrze artystka określa swoją pracę jako „Re-Writes”. 
- Seria „Maputo Utopias”[10],
- Suite Europa (2010). Serial powstał podczas rezydencji w Rockefeller Foundation Bellagio Center.
- Śpiąca królewna (2008),
- Cyreny,
- Dziedziczenie utraconej biblioteki,
- Wandering,
- Sarungano,
- Seria misek Pessoa.

## Wystawy
Prace Berry Bickle są wystawiane na całym świecie. W 2011 roku Bickle reprezentowała Zimbabwe na Biennale w Wenecji, co było wówczas rzadkim występem dla narodu afrykańskiego. Pawilon Zimbabwe, którego kuratorem był Raphael Chikukwa, nosił tytuł „Widząc siebie”.
- Zimbabwe / Tanzania: współcześni artyści, Helsinki, 1993.
- 5th Havana Biennalle, Kuba, 1994.
- Pierwsze Biennale w Johannesburgu, 1995.
- On the Road, Africa'95, Londyn, Anglia, 1995.
- Dekada MBCA zdobywców nagród, National Gallery, Harare, 1996.
- Artyści przeciwko minom lądowym, Centrum Kultury Franco / Mozambik, Maputo, 1999.
- World Video Festival, Gates Foundation, Amsterdam, 1999.
- Artistes contemporains du Zimbabwe, Pierre Gallery, Paryż, 1999.
- Kobiety w sztuce afrykańskiej, Wiedeń, 1999.
- 2001 El tiempo de Africa, Centro Atlantico de Arte Moderno, Gran Canaria „Siyaphambili-2000”, National Gallery, Harare, 2001.
- Art dans le Monde, Paryż, 2001.
- Africas: Artysta i miasto: podróż i wystawa, Barcelona, Hiszpania, 2002.
- Afrika Remix – Zeitgenössische Kunst eines Kontinents – Museum Kunst Palast, Düsseldorf, 2004.
- Visions of Zimbabwe – Manchester Art Gallery, Manchester (Anglia), 2004.
- Africa Remix, Centre Pompidou, Paryż, 2005.
- Tekstury – słowo i symbol we współczesnej sztuce afrykańskiej – Narodowe Muzeum Sztuki Afrykańskiej, Waszyngton, DC, 2005[12].
- Africa Remix – Contemporary Art of a Continent – Hayward Gallery, Londyn (Anglia), 2005.
- Body of Evidence (Selections from the Contemporary African Art Collection) – National Museum of African Art, Washington, DC, 2006.
- Africa Remix – Contemporary Art of a Continent – Mori Art Museum, Tokio, 2006.
- 7ème Biennale de l'Art Africain contemporain – Dak'Art Biennale de l'art africain contemporain, wystawa kuratorowana przez N'Goné Fall w ramach wystaw indywidualnych, Dakar 2006.
- Coroczne MUSART – Museu Nacional de Artes (MUSART), Maputo, 2007.
- Exit11, edycja limitowana część 1 – Exit11, Grand-Leez, 2007.
- Africa Remix – Contemporary art of a continent – Johannesburg Art Gallery (JAG), Johannesburg, 2007.
- L'oeil-Écran Ou La Nouvelle Image – Casino Luxembourg – Forum d'art contemporain, Luksemburg, 2007.
- Exit11, Exhibition 02 – Wystawa zbiorowa – Exit11, Grand-Leez, 2007.
- Videozone 4 – Videozone – International Video-Art Biennial, Tel Awiw, 2008.
- ifa-Galerie Berlin, Berlin, 2008[10].
- przypadkowe spotkania – Galeria Sakshi, Mumbai, 2008.
- Animais: Caracterização e Representação – Museu Nacional de Artes (MUSART), Maputo, 2008.
- Chance Encounters – Seven Contemporary Artists from Africa – Centre for Contemporary Art, Lagos (CCA, Lagos), Lagos, 2009.
- Maputo: A Tale of One City – Oslo Kunstforening, Oslo, 2009.
- Biennale di Venezia – 54. Międzynarodowa Wystawa Sztuki, Pawilon Zimbabwe, wystawa Widząc siebie, kurator Raphael Chikukwa, Wenecja, 2011[11].
- Boska Komedia. Heaven, Purgatory and Hell Revisited by Contemporary African Artists, 2014 Museum für Moderne Kunst (MMK), Frankfurt nad Menem[13].